# Viktor Spechtl
Viktor Spechtl, né le 6 juin 1906 et mort le 1er juin 1977 à Cazères,, est un footballeur autrichien.

## Biographie
En tant qu'attaquant, Viktor Spechtl fut international autrichien à trois reprises.
Formé dans le petit club local viennois Helios XX, il joua pour le club amateur SC Austro Fiat Wien (de), puis signa en 1930 un contrat professionnel à l'Austria de Vienne avec lequel il remporta une coupe d'Autriche (dont il marqua le seul but) et la Coupe Mitropa la même année (1933). 
Il arriva en France à l'automne 1934, et précisément au Havre AC. Il n'y fait qu'une saison puis  est transféré au RC Lens. Pendant ses cinq saisons dans ce club, il connaît le titre de champion de France de D2 en 1937 et termine meilleur buteur du championnat avec 30 buts. En Artois, il dispute 132 matchs et score à 92 reprises. 
Transféré à l'ASSE en 1939, il y reste jusqu'en 1942 mais n'y remporte rien. Il part ensuite dans un village du Sud de la France pour compléter une équipe de football avec son ami et ancien coéquipier lensois Marian Calinski.

## Clubs
- Jusqu'en 1929 :  SC Austro Fiat Wien (de)
- 1929-1934 :  Austria Vienne
- 1934-1935 :  Le Havre AC
- 1935-1940 :  RC Lens (132 matchs, 92 buts)
- 1940-1942 :  ASSE
- 1942-1943 : US Cazères

## Palmarès
- Coupe d'Autriche de football

- - Vainqueur en 1933
  - Finaliste en 1930
- Coupe Mitropa
  - Vainqueur en 1933
- Championnat de France de football D2
  - Champion en 1937
- Meilleur buteur du championnat de D2
  - Meilleur buteur en 1937